# Jennifer Shahade
Jennifer Shahade, née le 31 décembre 1980 à Philadelphie (Pennsylvanie), est une joueuse d'échecs, de poker, ainsi qu'une commentatrice et écrivaine américaine.
Shahade détient le titre de Grand maître féminin. Elle a remporté deux fois le titre de championne des États-Unis. Elle est l'auteur de plusieurs ouvrages consacrés aux échecs.
En 2016, elle fait partie de l'équipe de commentateurs des étapes du Grand Chess Tour.

## Jeunesse
Shahade naît à Philadelphie en Pennsylvanie. Elle est la fille du Maître FIDE Mike Shahade et de la professeure de chimie de l'Université de Drexel et autrice Sally Solomon. Son père est Libanais et chrétien et sa mère est juive. Son grand frère, Greg Shahade, est lui-même Maître international.

## Carrière

### En tant que joueuse d'échecs
En 1998, elle remporte le U.S. Junior Open.
En 2002, Jennifer Shahade participe au Championnat Féminin des États-Unis à Seattle, Washington. Le Championnat des États-Unis de 2002 est un tournoi mixte. Elle est la première joueuse du tournoi avec une marque de 5 points sur 9, obtient le titre de championne des États-Unis et réalise une première norme de maître international. Lors du championnat mixte américain suivant en janvier 2003, elle marque 4,5 points sur 9 et réalise une seconde norme de maître international.
En 2004, elle remporte le championnat féminin des États-Unis pour la seconde fois. 
Shahade vit à Philadelphie et elle est titulaire d'un diplôme en lecture comparative de l'Université de New-York. Elle a déjà été publiée dans the LA Times, The New York Times, Chess Life, New In Chess, et Games Magazine. Son premier livre, Chess Bitch: Women in the Ultimate Intellectual Sport est publié en octobre 2005.
Jennifer Shahade participe régulièrement à des simultanées d'échecs lors desquelles elle affronte jusqu'à 50 joueurs à la fois, dans des lieux comme Shanghai, Soweto, ou une convention des Girl Scouts à Los Angeles. Elle continue d’explorer les liens entre les échecs et la culture en tant qu'administratrice du World Chess Hall of Fame à Saint-Louis.
Jennifer est l'ancienne éditrice-en-chef web du site de la Fédération d'échecs des États-Unis.
En 2007, Jennifer et Jean Hoffman ont fondé 9 Queens, une association à but non lucratif qui forme aux échecs les populations les plus susceptibles d’en retirer des bienfaits, notamment les filles et les jeunes à risque. Tous les droits d'auteur de son dernier livre Play Like a Girl! Tactics by 9 Queens sont reversés aux initiatives de 9 Queens. Jennifer donne actuellement des cours dans les académies d'échecs de 9 Queens à Philadelphie en partenariat avec ASAP (After Schools Activities Partnerships).
Jennifer Shahade est membre du bureau directorial du World Chess Hall of Fame. Elle dirige le « Programme d'échecs féminin américain » auprès de US Chess (la Fédération américaine des échecs), qui propose des formations d'échecs à des milliers de jeunes filles dans tous les États-Unis.[réf. nécessaire]
Elle présente également le podcast d'échecs Ladies Knight.

### En tant que joueuse de poker
Shahade est également une joueuse de poker. 
En 2014, elle devient ambassadrice des sports de l'esprit pour PokerStars.
Jennifer devient une figure d'autorité au jeu de carte Open Face Chinese Poker. Elle remporte le premier Open Face High Roller Championship à Prague, empochant dans la foulée son plus gros gain en cash à ce jour en tournoi live, termine 62e sur 2 300 joueurs au Seminole Hard Rock Poker Open 2013 et à la 31e place sur plus de 1 000 joueurs au Main Event du PokerStars Caribbean Adventure (PCA) 2014.
Jennifer est la présentatrice du podcast sur le poker appelé The GRID, qu'elle produit avec son époux Daniel Meiron.
En 2019, The GRID remporte le Global Poker Award annuel.[réf. nécessaire]

## Publications
- Chess Bitch: Women in the Ultimate Intellectual Sport, Siles Press, 2005  (ISBN 1-890085-09-X)
- Play Like a Girl!, Mongoose Press, 2011  (ISBN 978-1-936277-03-2)
- avec Francis M. Naumann et Bradley Bailey, Marcel Duchamp: The Art of Chess, Readymade Press, 2009  (ISBN 978-0980055627)